# Robert II de Càpua

Mapa d'Itàlia el 1084 on es pot veure el Ducat de Càpua

Robert II de Càpua (Últim príncep de Càpua i comte d'Aversa, fill de Jordà II i nebot de Robert I, mort el 1156).
Succeí al seu pare el 1127 i des del principi del seu regnat hagué de sostenir fortes lluites contra Roger de la Pulla i de Sicília al que derrota a Scafato (1132), el que no fou obstacle perquè Roger ocupes Càpua i investís com a príncep al seu fill. Robert II recorri a l'emperador Lotari II i al papa Innocenci II, mercès als quals recuperà els seus Estats (1137), però per poc temps, perquè Roger feu presoner al Papa (1139, el principal valedor de Robert II, i tornà a apoderar-se de Càpua.
Robert II, llavors, es retirà a Sorrento, i després de la mort de Roger (1154) entrà de bell nou en possessió de Càpua; però Guillem fill i successor de Roger, es girà contra ell, l'assetjà en la capital i l'obligà a fugir, caient poc temps després en una emboscada, i, entregat a Guillem, aquest ordenà que li arranquessin els ulls i que fos tancat en una presó de Palerm, en la que acabà els seus dies miserablement.